# Sigmodon
Sigmodon es un género de roedores de la familia Cricetidae. Agrupa a 14 especies nativas de América. Algunas especies son plagas de la agricultura, del algodón, azúcar, maní y arroz.

## Especies
Se reconocen las siguientes especies:
- Subgénero Sigmodon
  - Sigmodon alleni
  - Sigmodon arizonae
  - Sigmodon fulviventer
  - Sigmodon hirsutus
  - Sigmodon hispidus
  - Sigmodon inopinatus
  - Sigmodon leucotis
  - Sigmodon mascotensis
  - Sigmodon ochrognathus
  - Sigmodon peruanus
  - Sigmodon planifrons
  - Sigmodon toltecus
  - Sigmodon zanjonensis
- Subgénero Sigmomys
  - Sigmodon alstoni